# Själanderska skolan
Själanderska skolan är en skolbyggnad i centrala Gävle uppförd 1877 efter ritningar av Gustaf Sjöberg. Bygget finansierades helt av Karolina Själander som också blev skolans första rektor. När flickskolan öppnade sin verksamhet var den Gävles första privata skola. Den blev ett byggnadsminne 1984.
Själva skolan har sitt ursprung i en flickskola som grundades redan 1859, som kallades Själanderska skolan sedan Karolina Själander övertog den år 1874, och som tre år senare flyttade in i byggnaden. 
Skolhuset är i två och en halv våning med tegelröda fasader, som ursprungligen hade fått målade vita fogar för att helt imitera tegel. Fogarna renoverades dock bort kring sekelskiftet 1900. Fasaderna går i holländsk-tysk renässansstil med ankarslut, dekorativa gavelfält och stuckornament. Mellan åren 1983 och 1984 renoverades byggnaden utvändigt för att återställa fasaden i ursprungligt skick, men utan att man återskapade tegelimitationen.
På övervåningen låg tio klassrum placerade kring en hall, med trapphuset mot gården. Bottenvåningen rymde fyra butiker med tillhörande kontor och på vinden hade man inrett två lägenheter. I samband med sekelskiftesrenoveringen byggdes bottenvåningens butikslokaler om till klassrum. Av den ursprungliga planlösningen återstår övervåningen, vars snickerier också har bevarats i ursprungligt skick.